# Dimitri Constantinovitch de Russie
Dimitri Constantinovitch (en russe : Димитрий Константинович), ou Dmitri Konstantinovitch Romanov (en russe : Дмитрий Константинович Романов), est né le 13 juin 1860 à Saint-Pétersbourg et assassiné à Saint-Pétersbourg par les Bolcheviks le 28 janvier 1919.
Il fut grand-duc de Russie, général lieutenant (1896), directeur des Haras impériaux (1896), président de la Société impériale des chevaux de race (1911), président d'honneur de la Société russe de soins et de protection des animaux. Il fut un membre de la maison de Holstein-Gottorp-Romanov, aide de camp de Sa Majesté Impériale.

## L'homme

### Généalogie
Dimitri Constantinovitch de Russie est le fils du grand-duc Constantin Nikolaïevitch et de Alexandra de Saxe-Altenbourg.

Il appartient à la seconde branche issue de la première lignée de la maison d'Oldenbourg-Russie (maison Holstein-Gottorp-Romanov), elle-même issue de la première branche de la maison de Holstein-Gottorp. Ces trois branches sont toutes issues de la première lignée de la maison d'Oldenbourg. Il appartint à la branche agnate des Konstantinovitch, la ligne masculine s'est éteinte en 1973.

### Enfance
Dès l'âge de sept ans, Dimitri Constantinovtich de Russie fut confié à Alexei Zelenoy, un officier ayant servi sous les ordres de son père dans la marine impériale. Son éducation suivit un cours normal: les sciences, l'arithmétique, le russe, l'histoire mondiale, la géographie, les langues et les arts. Concernant les langues, le grand-duc apprit le russe, le français, l'allemand et l'anglais. Comme tous les membres masculins de la famille Romanov, il fut destiné à une carrière militaire. Le jour de son baptême, Alexandre II de Russie le nomma colonel honoraire en chef, un mois plus tard, il fut incorporé au régiment de la Garde équipage et au 4e bataillon du régiment d'infanterie de Life-guards.
Son père, le grand-duc Constantin Nikolaïevitch de Russie fut amiral général dans la marine impériale russe, il espéra que ses fils suivraient ses traces. Dans ce but, Dimitri Constantinovitch de Russie reçut un enseignement axé sur la guerre et la tactique navale. L'éducation religieuse reçue par le grand-duc laissa une grande empreinte sur lui. Toute sa vie, il fut un homme profondément pieux. Ses parents furent passionnés par la musique ; il reçut des leçons de chant, apprit à jouer du piano et du violon. Dimitri Constantinovitch de Russie fut un élève appliqué, poli, attentif, compétent et aimable. Il fut un enfant et un adolescent d'une grande timidité, au caractère introverti, aux jeux habituels des enfants, il préféra la lecture en solitaire.
Le mariage de ses parents ne fut pas des plus heureux, Dimitri Constantinovitch de Russie était encore un enfant, lorsque son père fonda une nouvelle famille avec sa maîtresse, la talentueuse ballerine russe Anna Vassilievna Kousnetzova.

### Adolescence
Âgé de quatorze ans, Dimitri Constantinovtich de Russie fut le témoin de l'exil de son frère aîné le grand-duc Nicolas Constantinovitch de Russie déclaré dément après le vol de diamants dans la chambre de sa mère. 
Constantin Constantinovitch de Russie, seize ans. Dimitri Constantinovitch de Russie, quatorze ans et Viatcheslav Constantinovitch de Russie, douze ans, durent faire la promesse à leur mère de ne jamais boire d'alcool, de ne pas vivre de façon indolente, de ne jamais oublier que les privilèges et les richesses dus à leur rang d'Altesse impériale étaient destinés à l'utile non au plaisir. Éduqué dans ces conditions, le jeune Dimitri Constantinovtich de Russie devint un homme réfléchi et introspectif.
À quinze ans, le grand-duc et son frère cadet le grand-duc Viatcheslav Constantinovitch de Russie furent inscrits comme élèves officiers à bord du Kadetski. Ensemble, les deux frères vécurent la vie rigoureuse des marins embarqués. Au cours de leur formation militaire, ils croisèrent dans le Golfe de Finlande. Ils passèrent leur temps à l'entraînement et aux veilles. En 1877, Dimitri Constantinovitch de Russie atteignit ses dix-sept ans, il fit sa première apparition en public comme membre de la famille impériale de Russie. Au lendemain de la guerre russo-turque (1877-1878), avec son père et ses cousins les grands-ducs Serge Alexandrovitch de Russie et Paul Alexandrovitch de Russie, il accompagna Alexandre II de Russie dans un voyage au sud de la Russie. Dimitri Constantinovitch de Russie causa une grande déception à son père, il prit la décision d'abandonner sa carrière dans la marine pour l'armée impériale. Ce fut une terrible déception pour Constantin Nicolaïevitch de Russie, après ses deux fils aînés, Dimitri Constantinovitch de Russie quitta également la marine. Le grand-duc supplia son père de lui accorder la permission d'intégrer l'armée impériale, avec le soutien de sa mère, en 1879, il obtint finalement l'autorisation d'intégrer le régiment des Gardes à cheval.

### Physique et personnalité
Comme ses parents, Dimitri Constantinovitch de Russie eut une véritable passion pour la musique. Son intérêt se porta plus particulièrement sur la musique religieuse orthodoxe russe. Très souvent, on put voir le grand-duc chanter dans les chœurs à la chapelle de Strelna, au palais de Marbre et au couvent Pokrovski à Kiev. Comme tous les Konstantinovitch, le grand-duc fut un homme de haute taille se distinguant par sa sveltesse.
Le grand-duc possédait un profond sens du devoir, pour lui les promotions se gagnaient.
Très timide, Dimitri Constantinovitch de Russie évita la société, mais les soirs d'été, le grand-duc se rendit souvent à Peterhof, à Strelna chez son cousin le grand-duc Pierre Nicolaevitch de Russie dont il fut l'hôte. L'épouse de Pierre Nicolaïevitch de Russie, la grande-duchesse Militza de Monténégro jouait du piano tandis que Dimitri Constantinovitch de Russie était invité à se joindre au couple pour les accompagner avec ses chants populaires russes. Il porta un grand intérêt à la lecture classique, il prit part à quelques représentations de théâtre chez lui, il eut d'extraordinaire talent d'acteur.
Dimitri Constantinovtich de Russie fut un homme de belle prestance, cheveux blonds et yeux bleus, il porta la petite moustache des cavaliers. Le grand-duc fut de grande stature, sa tête reliée à un corps maigre et à de longues jambes augmenta sa haute taille. Les membres masculins de la famille Romanov furent connus pour leurs grandes tailles, de tous les grand-ducs et princes de Russie, Dimitri Constantinovitch de Russie fut l'un des plus grands. La grande-duchesse Militza de Monténégro considérait le grand-duc comme « le plus beau et le plus agréable » parmi les grands-ducs. Dimitri Constantinovitch de Russie fut un homme bon aux manières raffinées.
Un jour, Dimitri Constantinovitch de Russie fit don d'une partie de ses revenus prélevés sur sa liste civile afin de soutenir la lutte de l'Église. Mossolov fut informé de cet acte. Il dit au grand-duc : « Si vous faites des cadeaux à cette échelle à tout le monde, vos revenus ne dureront pas », Dimitri Constantinovitch de Russie lui répondit : « La pension n'a pas pour but de nous permettre de vivre comme des sybarites ; cet argent est mis dans nos mains afin que nous puissions augmenter le prestige de la Maison impériale ».

Tout au long de sa vie de célibataire, le grand-duc ne fut jamais impliqué dans des scandales. Dans ses Mémoires, son cousin, le grand-duc Alexandre Mikhaïlovitch de Russie l'accusa de misogynie, mais ces accusations furent en totale contradiction avec les relations de Dimitri Constantinovitch de Russie avec les membres féminins de la maison impériale de Russie. Il fut très aimé par sa famille, tout particulièrement par ses nièces et neveux, avec qui, il aurait joué volontiers et aurait apprécié se promener pendant des heures. Il fut particulièrement proche des enfants de son frère, le grand-duc Constantin Constantinovitch de Russie. Son neveu, le prince Gabriel Constantinovitch de Russie se souvenait de lui comme une « merveilleuse et aimable personne » il le considéra presque comme son second père, à l'instant où il voyait son oncle, le prince courait dans toute la pièce, sautait et le serrait en enveloppant ses bras autour de son cou. Dimitri Constantinovitch de Russie aima également taquiner les enfants, racontant des blagues sur eux.

### L'homme pieux
Dimitri Constantinovitch de Russie fut un homme très pieux, il assuma des responsabilités au sein de l'église de l'Apparition de la Vierge près de Strelna, il fit de cet édifice religieux, l'église du régiment des grenadiers à cheval. De ses deniers, il fit faire l'agrandissement et la rénovation de l'église. Dimitri Constantinovitch de Russie fit du palais de Strelna sa résidence principale, dans ce lieu, il vécut une vie de tranquillité et de misanthropie.

## Carrière militaire
Le 1er juin 1880, Alexandre II de Russie nomma Dimitri Constantinovitch de Russie au grade d'adjudant; six mois plus tard, après avoir terminé sa formation dans l'infanterie, le grand-duc fut nommé Lieutenant dans la garde à cheval. Il servit dans ce régiment durant douze années comme officier subalterne, puis comme commandant. 

En 1880, après avoir achevé un stage de formation à l'Académie de l'État-major général, Dimitri Constantinovitch de Russie fut promu officier. Sa première sortie officielle fut prévue dès que le grand-duc serait promu adjudant dans le régiment des sapeurs de la cavalerie de la Garde impériale. La date de son apparition officielle fut prévue pour le 1er mars 1881. Deux heures avant sa première sortie, son oncle, le tsar Alexandre II de Russie fut assassiné.
En novembre 1881, Alexandre III de Russie promut Dimitri Constantinovitch de Russie au grade d'adjudant. La cérémonie de la présentation officielle eut lieu le 26 novembre 1881, elle coïncida avec celles des grands-ducs Paul Alexandrovitch de Russie et celle de Michel Mikhaïlovitch de Russie, tous trois prêtèrent serment au tsar. Dans les années 1880, avec son régiment Dimitri Constantinovitch de Russie servit avec une énergie sans cesse renouvelée, il fut attentif à écouter les doléances de ses hommes. De ses mains, le grand-duc construisit les deux étages composant sa datcha de Kraynoye Selo, l'équipement composé des écuries et de la sélection des chevaux. En ce lieu, le grand-duc passa les saisons d'automne et d'été avec son régiment. Dimitri Constantinovitch de Russie invita les officiers de son régiment dans son palais de Strelna, palais hérité lors du décès de son père survenu le 13 janvier 1892. Les matinées furent consacrées aux manœuvres des chevaux et de ses hommes dans le parc. Le déjeuner terminé, le grand-duc invitait ses officiers à des promenades dans les jardins d'une grande beauté.
Le 6 avril 1889, Dimitri Constantinovtich de Russie fut promu au grade de capitaine, il se vit confier le commandement du 2e escadron de la Garde à cheval. Le 10 décembre 1892, le grand-duc fut élevé au grade de colonel et en raison de grands services rendus à l'Empire russe par le grand-duc, de dernier reçut le commandement de la Garde des grenadiers de la Garde de la maison d'Alexandre III de Russie. Dimitri Constantinovitch de Russie fut un officier populaire et exigeant. Ses soldats furent sa fierté, il fut soucieux de leur bien-être.
Le 26 mai 1896, Nicolas II de Russie promut Dimitri Constantinovitch de Russie au grade de major-général, en août 1896, il fut élevé au grade de général. Le 19 décembre 1904, le grand-duc fut promu lieutenant-général puis adjudant-général de la maison de Nicolas II de Russie. En 1896, le tsar nomma le grand-duc au poste de Directeur général des Haras impériaux.
Dimitri Constantinovtich de Russie se passionna pour ce nouveau poste, ces fonctions l'obligèrent à voyager dans toute la Russie et toute l'Europe. afin de sélectionner les meilleurs chevaux. Sur les conseils du grand-duc, les haras impériaux de Russie firent l'acquisition de Galtée. Ce cheval remporta le Derby de Grande-Bretagne pour la somme astronomique de 200 000 roubles. Dès son arrivée en Russie, le pur-sang fut placé au haras de Tsarskoïe Selo. Dimitri Constantinovitch de Russie remplit les fonctions de Directeur des Haras impériaux jusqu'en 1905, date à laquelle il fut remplacé par le général de division Alexeï Znovich. Le 10 novembre 1904, Dimitri Constantinovitch de Russie quitta le commandement du régiment des grenadiers de la Garde à cheval. En quittant le service actif, avec grande générosité, le grand-duc donna sa datcha de Kransnoïe Selo au régiment de la Garde à cheval.

## Retraite
Retraité, le grand-duc Dimitri Constantinovitch de Russie eut tout le loisir de se consacrer à sa grande passion : les chevaux. Le grand-duc créa un centre équestre modèle, le haras Dubrovsky situé à l'extérieur du village de Mirgord dans la province de Poltava. En 1911, le grand-duc devint Président de la Société impériale de chevaux de race, il fut également nommé Président d'honneur de la Société russe de soins et de protections des animaux. À l'automne 1913, il inaugura l'exposition impériale des chevaux à Kiev et la première compétition de sport équestre russe, sorte de Jeux olympiques slaves.
Avec le temps, Dimitri Constantinovitch de Russie se rendit fréquemment en Crimée sur la mer Noire, il y vécut les derniers jours d'insouciance de la maison impériale de Russie. En 1907, le grand-duc fit l'acquisition à Gaspara en Crimée d'un lopin de terre ; en 1908, il y fit commencer la construction de Kichkine. Cette villa fut construite en pierre blanches dans un style mauresque. Dans ce lieu, le grand-duc et ses invités passèrent des soirées agréables, admirant le coucher du soleil sur la mer Noire.
La mère de Dimitri Constantinovitch de Russie, la princesse Alexandra de Saxe-Altenbourg décéda le 6 juillet 1911 à Saint-Pétersbourg. Lors des funérailles de la grande-duchesse, la mauvaise vue du grand-duc fut une source d'hilarité parmi les membres de la maison impériale de Russie. Au terme de la cérémonie, le grand-duc tenta de déposer un baiser sur l'icône placée entre les mains de sa mère. Dans son impossibilité de discerner clairement, le grand-duc évalua mal la distance, au moment où il se baissa sur le cercueil pour faire ses adieux à sa mère, il manqua le cercueil encore ouvert selon les rites de la religion orthodoxe, il chuta lourdement sur le sol de pierre. Des membres de la famille Romanov se précipitèrent vers le grand-duc, mais Dimitri Constantinovitch de Russie se releva comme si rien ne s'était passé.

## Première Guerre mondiale
Depuis des années, Dimitri Constantinovitch de Russie avait prévu un affrontement entre l'Allemagne et la Russie. Lors de la déclaration de la Première Guerre mondiale, le grand-duc ne fut nullement surpris. À cette époque, presque aveugle, Dimitri Constantinovitch de Russie ne put participer au conflit.
Dimitri Constantinovitch de Russie ne s'immisça pas dans la politique menée par Nicolas II de Russie. Lors du tumulte précédant la chute de la monarchie impériale en Russie, le grand-duc resta silencieux, jugeant son rang insuffisant pour offrir des conseils non sollicités par Nicolas II de Russie. Dimitri Constantinovtich de Russie résida dans son domaine de Kichkine en Crimée, c'est en ce lieu qu'il prit connaissance de la nouvelle concernant l'assassinat de Raspoutine (29 décembre 1916). Il fut indigné par le comportement de certains membres de la famille impériale, dont sa sœur la grande-duchesse Olga Constantinovna de Russie, ceux-ci signèrent et envoyèrent au nom du grand-duc Dimitri Pavlovitch de Russie un plaidoyer à Nicolas II de Russie dans lequel ils réclamaient la clémence pour les assassins du staretz. Dimitri Constantinovitch de Russie déclara : s'il avait été présent à Petrograd, il aurait refusé de signer cette lettre.

## Révolution russe

### Exil intérieur
Dimitri Constantinovitch de Russie se trouvait dans la ville de Petrograd lors de l'éclatement de la Révolution russe. Les journaux publièrent un décret de la Tcheka, celle-ci ordonna un rapport et l'enregistrement de tous les membres de la famille des Romanov. Au début, ceux-ci furent tenus de ne pas quitter la ville. En mars 1918, un nouvel enregistrement eut lieu. Les dirigeants Bolcheviks de Petrograd, Grigori Zinoviev et Moïssei Ouritstky décidèrent d'exiler les membres de sexe masculin de la famille Romanov à l'intérieur de la Russie.

Craignant une éventuelle occupation de Petrograd par les troupes allemandes, ils quittèrent la capitale pour se rendre à Moscou. Dimitri Constantinovitch de Russie se vit offrir le choix concernant son exil : Vologda, Olonets ou Vyatka. Il opta pour Vologda, ville la plus proche de l'ancienne capitale impériale. Le 18 avril 1918, accompagné de sa nièce Tatiana Constantinovna de Russie, des deux enfants de cette dernière et de l'adjudant colonel Alexandre Korochentzov, le grand-duc une valise à la main monta à bord du train et quitta Petrograd pour l'exil.

À Vologda, Dimitri Constantinovitch de Russie prit deux chambres dans une maison appartenant à un marchand local, cette maison faisait face à la rivière. Le grand-duc vécut dans une unique pièce en compagnie d'Alexandre Korochentzov, Tatiana Constantinovna de Russie et ses deux enfants occupèrent l'autre pièce.
Peu de temps après leur arrivée à Vologda, ils apprirent l'arrestation et l'exil des princes Georges Mikhaïlovitch de Russie (1863-1919) et Nicolas Mikhaïlovitch de Russie. À Vologda, Les détenus possédèrent une relative liberté, une fois par semaine ils furent tenus de signaler leur présence dans la ville à la terrible Tcheka, ils furent autorisés à aller et venir à leur guise, ils firent de longues promenades et déjeunèrent fréquemment les uns avec les autres.

### Captivité
À la mi-mai 1918, le colonel Alexandre von Leiming, l'un des adjudants de Dimitri Constantinovitch de Russie arriva à Vologda, ce passage de l'officier fut préparé à l'avance par la Finlande, mais le grand-duc refusa de quitter la Russie. Cette situation incertaine et tranquille fut brusquement interrompue le 14 juillet 1918, deux jours avant l'assassinat de Nicolas II de Russie et de sa famille.

Ce matin du 14 juillet 1918, une voiture s'arrêta devant la maison, quatre hommes puissamment armés descendirent du véhicule et se présentèrent à la porte de la maison où logeaient le grand-duc, sa nièce, ses deux enfants et Alexandre Korochentzov. Les quatre hommes firent sortir Dimitri Constantinovitch de Russie de la maison et l'emmenèrent dans un petit village où ils seraient plus à l'aise pour le surveiller. Le grand-duc Georges Mikhaïlovitch de Russie écrivit à son épouse exilée en Angleterre : « Nous étions chacun dans une cellule, plus tard, nous fumes rejoints par Dimitri. Je l'ai vu arriver à travers les barreaux de fer de ma fenêtre. J'ai été frappé par sa triste expression. Les premières vingt-quatre heures ont été dures, mais, heureusement, par la suite ils nous ont permis d'avoir nos lits de camp et également nos vêtements. Dans la prison il n'y a personne, sauf nous trois ».

Les princes et le grand-duc furent gardés par des soldats originaires des provinces de la Baltique. « Ils nous traitaient comme des camarades, après la deuxième journée, ils n'ont pas verrouillé nos cellules et nous ont permis de marcher dans un petit jardin dans la cour. Notre nourriture nous vient de l'extérieur » . Pendant leur incarcération, les grands-ducs apprirent l'assassinat de Nicolas II de Russie et de sa famille (17 juillet 1918). le 21 juillet 1918, Dimitri Constantinovitch de Russie et les autres grands-ducs furent transférés à Petrograd. Dans l'ancienne capitale impériale, ils furent incarcérés avec six autres détenus dans une cellule située au siège de la Tcheka.
À leur arrivée Dimitri Constaninovitch de Russie et les grands-ducs furent longuement interrogés par le Président de la Tcheka de Petrograd Moïsseï Ouritsky (1873-1918). Le grand-duc Georges Mikhaïlovitch de Russie écrivit : « Dimitri demanda pour quelle raison nous étions emprisonnés », la réponse du Président de la Tcheka fut la suivante : « c'était pour nous sauver des tirs des habitants de Vologda ». Une explication difficile à croire. Les détenus furent photographiés et transférés à la prison Kresty. Puis, quelque temps plus tard ils furent transférés à la prison Spalernaïa, ils y passeront la plupart de leur incarcération. Chacun posséda sa cellule. Le seul mobilier existant fut un lit en fer. Les grands-ducs furent autorisés à marcher de trente à quarante minutes deux fois par jour. Leurs gardiens, tous des soldats les traitèrent convenablement, ils aidèrent le grand-duc à sortir des lettres en cachette. Après plusieurs jours, ils furent autorisés à se rassembler dans la cour, moyennant finances ils furent autorisés à faire parvenir de l'extérieur des cigarettes et du linge. Dans la prison, la journée commençait à sept heures, ils étaient réveillés par la montée dans les escaliers de leurs geôliers et le cliquetis des clés dans la serrure de la porte. Le déjeuner était servi à midi, ce repas était composé de poisson débarrassé de leurs arêtes et de pain noir. Les feux étaient allumés en cellule à sept heures. Pendant ce laps de temps, les prisonniers étaient tenus de s'asseoir dans un coin obscur de la pièce. La réunion entre les grands-ducs au cours de l'exercice permettait à ceux-ci d'échanger quelques mots.
La cellule occupée par le prince Gabriel Constantinovitch de Russie était attenante à celle de Dimitri Constantinovitch de Russie. Rappelons que le grand-duc Dimitri Constantinovitch de Russie fut l'oncle préféré du princes Georges Constantinovitch de Russie alors enfant. Dans la prison, Dimitri Constantinovitch de Russie plaisantait, tentait de remonter le moral et payait les gardiens pour transporter des messages d'espoir à son neveu. Certains des proches des grands-ducs firent de grands efforts pour tenter en leur nom d'obtenir leur libération, parmi eux Maxime Gorki, celui-ci demanda à Lénine la libération du prince Gabriel Constantinovitch de Russie. Vers la fin de l'année 1918, le prince tomba malade, il fut finalement libéré et autorisé à quitter la Russie.
Chaque jour, le colonel Alexandre von Leiming envoya de la nourriture pour Dimitri Constantinovitch de Russie, le 28 janvier 1919, il reçut une note lui indiquant que le grand-duc Dimitri Constantinovitch de Russie n'était plus incarcéré, le lendemain, il apprit son exécution.

### Assassinat
Lors de l'exécution de Dimtiri Constantinovitch il n y eut pas de témoins oculaires. Les seules informations sont basées sur des rumeurs, ce sont des témoignages de seconde main, ils varient selon sur les détails de l'exécution. À vingt-trois heures trente, dans la nuit du 27 janvier au 28 janvier 1919, les gardes se rendirent dans les cellules de la prison de Spalernaïa, réveillèrent les grands-ducs Dimitri Constantinovitch de Russie, Nicolas Mikhaïlovitch de Russie et Georges Mikhaïlovitch de Russie, ils les informèrent de leur transfert et leur demandèrent de rassembler leurs affaires et leurs biens. Les grands-ducs crurent tout d'abord à un transfert à Moscou. Nicolas Mikhaïlovitch de Russie pensa même à une mise en liberté, mais son frère, le grand-duc Georges Mickhaïlovitch de Russie lui répondit qu'ils se dirigeaient vers un lieu afin d'être fusillés. Les grands-ducs eurent un mauvais pressentiment pour leur devenir, quand au moment du départ, on leur demanda de laisser leurs bagages.
Les grands-ducs prirent place dans un camion, ils furent encadrés par quatre criminels de droit commun et six gardes rouges. À une heure vingt, le 28 janvier 1919, ils quittèrent la prison de Sparlernaïa. Ils roulèrent vers le fleuve par le Champ de Mars, à cet endroit le camion cala. Le chauffeur tenta de redémarrer, l'un des condamnés tenta de fuir, il reçut une balle dans le dos. Finalement, le camion repartit. Les grands-ducs furent conduits à la forteresse Saint-Pierre et Saint-Paul. Les détenus furent sortis du véhicule et poussés en direction du bastion Troubetskoï. En dépit d'une température avoisinant les moins vingt degrés, ils reçurent l'ordre d'ôter leurs chemises et leurs manteaux. À ce moment les grands-ducs n'eurent plus aucun doute sur les faits à venir, ils s'enlacèrent fraternellement pour la dernière fois.
Des soldats transportèrent une autre personne, Dimitri Constantinovitch de Russie reconnut son cousin, le grand-duc Paul Alexandrovitch de Russie. Ensuite, chacun des grands-ducs tenu par le bras par un soldat, fut conduit vers une tranchée creusée dans la cour. Les prisonniers furent alignés devant la fosse, dans laquelle gisaient déjà treize corps. Le grand-duc Nicolas Mikhaïlovitch de Russie avait effectué le transfert de la prison de Spalernaïa à la forteresse Saint-Pierre et Saint-Paul avec son chat, il le confia à un soldat en lui demandant de prendre soin de son animal. Les grands-ducs regardèrent avec grand courage la mort en face. Georges Mikhaïlovitch de Russie pria, Dimitri Constantinovitch de Russie demanda pardon pour ses assassins « Pardonnez-leur, ils ne savent pas ce qu'ils font ». semblent avoir été ses dernières paroles. Très malade, le grand-duc Paul Alexandrovitch de Russie fut assassiné sur la civière qui le transportait, Nicolas Mikhaïlovitch de Russie, Georges Mikhaïlovitch de Russie et Dimitri Constantinovitch de Russie furent tués en même temps.

### Inhumation
La fusillade terminée, les corps furent jetés dans la fosse. Bien que les corps de Nicolas Mikhaïlovitch de Russie, de Paul Alexandrovitch de Russie et de Georges Mikhaïlovitch de Russie aient été jetés dans une fosse commune à l'intérieur de la forteresse et ne furent jamais retrouvés, la dépouille de Dimitri Constantinovitch de Russie fut secrètement recueillie le lendemain de l'exécution par le colonel Alexandre von Leiming ; elle fut enroulée dans un tapis et emmenée pour une inhumation secrète dans le jardin d'une maison de Petrograd où le grand-duc repose encore à ce jour.

## Ascendance
|  |                                         |  |  |  |  |  |  |  |  |  |  |  |  |
|  | 8. Paul Ier de Russie                   |  |  |  |  |  |  |  |  |  |  |  |  |
|  |                                         |  |  |  |  |  |  |  |  |  |  |  |  |
|  |                                         |  |  |  |  |  |  |  |  |  |  |  |  |
|  | 4. Nicolas Ier de Russie                |  |  |  |  |  |  |  |  |  |  |  |  |
|  |                                         |  |  |  |  |  |  |  |  |  |  |  |  |
|  |                                         |  |  |  |  |  |  |  |  |  |  |  |  |
|  | 9. Sophie-Dorothée de Wurtemberg        |  |  |  |  |  |  |  |  |  |  |  |  |
|  |                                         |  |  |  |  |  |  |  |  |  |  |  |  |
|  |                                         |  |  |  |  |  |  |  |  |  |  |  |  |
|  | 2. Constantin Nikolaïevitch de Russie   |  |  |  |  |  |  |  |  |  |  |  |  |
|  |                                         |  |  |  |  |  |  |  |  |  |  |  |  |
|  |                                         |  |  |  |  |  |  |  |  |  |  |  |  |
|  | 10. Frédéric-Guillaume III de Prusse    |  |  |  |  |  |  |  |  |  |  |  |  |
|  |                                         |  |  |  |  |  |  |  |  |  |  |  |  |
|  |                                         |  |  |  |  |  |  |  |  |  |  |  |  |
|  | 5. Charlotte de Prusse                  |  |  |  |  |  |  |  |  |  |  |  |  |
|  |                                         |  |  |  |  |  |  |  |  |  |  |  |  |
|  |                                         |  |  |  |  |  |  |  |  |  |  |  |  |
|  | 11. Louise de Mecklembourg-Strelitz     |  |  |  |  |  |  |  |  |  |  |  |  |
|  |                                         |  |  |  |  |  |  |  |  |  |  |  |  |
|  |                                         |  |  |  |  |  |  |  |  |  |  |  |  |
|  | 1. Dimitri Constantinovitch de Russie   |  |  |  |  |  |  |  |  |  |  |  |  |
|  |                                         |  |  |  |  |  |  |  |  |  |  |  |  |
|  |                                         |  |  |  |  |  |  |  |  |  |  |  |  |
|  | 12. Frédéric Ier de Saxe-Hildburghausen |  |  |  |  |  |  |  |  |  |  |  |  |
|  |                                         |  |  |  |  |  |  |  |  |  |  |  |  |
|  |                                         |  |  |  |  |  |  |  |  |  |  |  |  |
|  | 6. Joseph de Saxe-Altenbourg            |  |  |  |  |  |  |  |  |  |  |  |  |
|  |                                         |  |  |  |  |  |  |  |  |  |  |  |  |
|  |                                         |  |  |  |  |  |  |  |  |  |  |  |  |
|  | 13. Charlotte de Mecklembourg-Strelitz  |  |  |  |  |  |  |  |  |  |  |  |  |
|  |                                         |  |  |  |  |  |  |  |  |  |  |  |  |
|  |                                         |  |  |  |  |  |  |  |  |  |  |  |  |
|  | 3. Alexandra de Saxe-Altenbourg         |  |  |  |  |  |  |  |  |  |  |  |  |
|  |                                         |  |  |  |  |  |  |  |  |  |  |  |  |
|  |                                         |  |  |  |  |  |  |  |  |  |  |  |  |
|  | 14. Louis-Frédéric de Wurtemberg        |  |  |  |  |  |  |  |  |  |  |  |  |
|  |                                         |  |  |  |  |  |  |  |  |  |  |  |  |
|  |                                         |  |  |  |  |  |  |  |  |  |  |  |  |
|  | 7. Amélie de Wurtemberg                 |  |  |  |  |  |  |  |  |  |  |  |  |
|  |                                         |  |  |  |  |  |  |  |  |  |  |  |  |
|  |                                         |  |  |  |  |  |  |  |  |  |  |  |  |
|  | 15. Henriette de Nassau-Weilbourg       |  |  |  |  |  |  |  |  |  |  |  |  |
|  |                                         |  |  |  |  |  |  |  |  |  |  |  |  |
|  |                                         |  |  |  |  |  |  |  |  |  |  |  |  |